# 18. svibnja
18. svibnja (18. 5.) 138. je dan godine po gregorijanskom kalendaru (139. u prijestupnoj godini).
Do kraja godine ima još 227 dana.

## Događaji
- 1268. – Mamelučki sultan Baibars uništio je križarsku kneževinu Antiohiju.
- 1804. – Napoleon se okrunio za francuskog cara.
- 1941. – Potpisano Rimski ugovori.
- 1944. – U Sovjetskom Savezu počelo protjerivanje više od 200.000 Tatara s Krima pod optužbom da su suradjivali s Nijemcima.
- 1952. – U Zagrebu je praizvedena opera Mila Gojsalića hrvatskog skladatelja i dirigenta Jakova Gotovca.
- 1974. – Indija izvršila prvu nuklearnu probu u pustinji u Radžastanu i postala šesta zemlja koja je izvela nuklearnu eksploziju.
- 1980. – Ian Curtis, pjevač Joy Divisiona, izvršio samoubojstvo.
- 1988. – Počelo povlačenje sovjetskih vojnika iz Afganistana.
- 1991. – Osnovana specijalna postrojba Ministarstva obrane, bojna "Zrinski".
- 1996. – Romano Prodi postao premijer 55. talijanske vlade od II. svjetskog rata.
- 1996. – Radovan Karadžić, optužen zbog ratnih zločina, povukao se s mjesta predsjednika Republike Srpske.
- 1998. – Vlada SAD-a podnijela tužbu protiv Microsofta zbog monopola.
- 2025. – Inauguracijska misa pape Lava XIV.

| - 1475. – Alfons V., portugalski princ - 1711. – Ruđer Bošković, hrvatski znanstvenik († 1787.) - 1800. – Ivan Padovec, hrvatski gitarist i skladatelj († 1873.) - 1815. – James Bicheno Francis, britansko-američki inženjer († 1892.) - 1864. – Oskar Vojnić, bački hrvatski svjetski putnik, lovac, pustolov, fotograf, istraživač i putopisac († 1914.) - 1868. – Nikola II. Romanov, posljednji ruski car - 1872. – Bertrand Russell, engleski filozof, matematičar i društveni reformator († 1970.) - 1883. – Walter Gropius, njemački arhitekt i teoretičar arhitekture († 1969.) - 1897. – Frank Capra, američki filmski redatelj († 1991.) - 1909. – Fred Perry, engleski tenisač - 1914. – Boris Hristov, bugarski operni pjevač († 1993.) - 1918. – Franjo Wölfl, hrvatski nogometaš († 1987.) - 1920. – papa Ivan Pavao II. († 2005.) - 1920. – Ivan Večenaj, hrvatski slikar i književnik († 2013.) - 1935. – Nenad Ciganović, srpski glumac († 2003.) - 1949. – Antun Stipančić, hrvatski stolnotenisač († 1991.) - 1965. – Ivo Pavić, bosanskohercegovački franjevac - 1981. – Mahamadou Diarra, malijski nogometaš - 1985. – Oliver Sin, mađarski slikar - 2001. – Breskvica, srpska pjevačica - 2002. – Alina Zagitova, ruska klizačica | - 1800. – Aleksandar Vasiljevič Suvorov, ruski feldmaršal generalisimus (* 1729.) - 1887. – Mihovil Pavlinović, hrvatski političar (* 1831.) - 1891. – Staka Skenderova, srpska prosvjetna djelatnica (* 1831.) - 1909. – Isaac Albéniz, španjolski pijanist i skladatelj (* 1860.) - 1911. – Gustav Mahler, austrijski skladatelj i dirigent (* 1860.) - 1914. – Oskar Vojnić, bački hrvatski svjetski putnik, lovac, pustolov, fotograf, istraživač i putopisac (* 1864.) - 1922. – Charles Louis Alphonse Laveran, francuski liječnik i nobelovac (* 1845.) - 1941. – Milka Trnina, hrvatska operna pjevačica (* 1863.) - 1981. – William Saroyan, američki književnik (* 1908.) - 2003. – Nenad Ciganović, srpski glumac (* 1935.) - 2018. – Zdenko Lešić, hrvatski književni povjesničar i teoretičar (* 1934.) - 2023. – Boris Bućan, hrvatski likovni umjetnik i akademik (* 1947.) |

## Blagdani i spomendani
- Međunarodni dan muzeja
- Međunarodni dan zaštite biljaka[1]